# جمال حمودة
جمال حمودة (17 ديسمبر 1954 - 4 نوفمبر 2024)، هو فنان مسرحي وتلفزيوني وسينمائي جزائري. عُرف منذ سبعينيات القرن العشرين بالعديد من أدواره، وخصوصا في المسرح والتلفزيون.
وُلد في 17 ديسمبر 1954 بولاية سكيكدة، وهو خريج المعهد العالي للفنون الدرامية والرقص ومتحصل على شهادة ممثل سنة 1974.

## وفاته
توفي يوم الاثنين 4 نوفمبر 2024 عن عمر ناهز 70 عاما بعد صراع مع المرض.

## من أعماله

### أفلام
- فيلم: "عيسى جرموني" (1982).
- فيلم: "بن زلماط" (1984).
- فيلم: "ريح تور"(1992).
- فيلم: "الاختيار" (1997).

### المسلسلات التلفزيونية
- مسلسل: "المشوار" (1996).
- مسلسل: "المشوار 2" (1998).
- مسلسل: "الغايب" (2002).
- مسلسل: "لقاء مع القدر" (2007).

### مسرح
- "المحقور" (1978).
- "بودربالة" (1984).
- "قهوة ولا تاي" (1987).
- "جنوب" (1990) (التي حازت جائزة أحسن نص مسرحي بالمهرجان الثالث للمسرح المحترف عام 1993).
- "خباط كراعو" (1995).
- "مبني للمجهول" (2008).
- "حياة مؤجلة" (2009).
- "أشرعة الحب" (2015).